# Plumularia congregata
Plumularia congregata is een hydroïdpoliep uit de familie Plumulariidae. De poliep komt uit het geslacht Plumularia. Plumularia congregata werd in 2003 voor het eerst wetenschappelijk beschreven door Vervoort & Watson. 